# Laurel Aitken

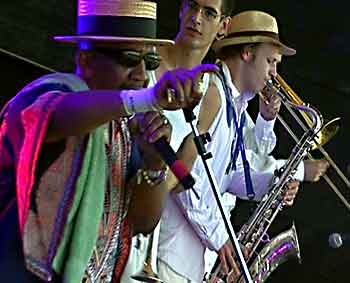
Laurel Aitken en directe

Laurel Aitken (Cuba, 22 d'abril de 1927 – Leicester Anglaterra, 17 de juliol de 2005) va ser un cantant, conegut com un dels creadors de la música ska jamaicana a finals dels anys 50. Va ser el primer cantant jamaicà en fer-se famós a Europa, avançant-se a Bob Marley.

## Biografia
Aitken, de nom real Lorenzo Aitken, va néixer a Cuba i era germà del també cantant Bobby Aitken. Es va traslladar a Kingston, Jamaica, amb 11 anys i allí va ser on va començar a cantar calipso per als turistes.
El 1952 va fer les seves primeres gravacions, fonamentalment de mento i R & B, que eren els sons que estaven de moda a l'illa per aquella època. El 1958 va fer una de les primeres gravacions de ska, el senzill "Little Sheila / Boogie in my Bones". Era, a més, un dels primers treballs del productor Chris Blackwell, que posteriorment va fundar el segell Island Records.
Va emigrar definitivament a Anglaterra en els anys 60, on se'l considera com el principal representant de la música jamaicana i on té una legió de seguidors entre els skinhead i altres fans del ska. Va tenir molts èxits entre els anys 50 i els 70, mentre gravava per Blue Beat Records, Pama Records i Trojan Records, cantant en nombrosos estils jamaicans com mento, calipso, ska, rock steady i reggae.
Incansable col·laborador, ha donat concerts amb multitud de bandes de ska dels anys 60, fent el mateix amb el revival ska de la nova onada de finals dels anys 70, particularment amb grups del segell 2 Tone, i amb altres grups de finals dels anys 80 i dels 90, com The Busters, The Toasters o els espanyols Malarians.
Aitken, que era conegut com a Padrí de l'Ska i Cap dels Skinhead, va donar concerts gairebé fins a la seva mort. Va patir una greu malaltia seguida d'un atac de cor un any abans de morir. Va morir per un altre atac en Leicester, Anglaterra, el 17 de juliol de 2005. Hi ha una placa en el seu honor a casa seva a Leicester.

## Últimes actuacions a Catalunya
- 1996 Ska Splash I a Barcelona.
- 1998 Ska Splash II a Barcelona.
- 2000 Cortxeres de Sants a Barcelona.
- 2001 Festival Reggaestiu a Palafrugell.
- 2003 Sala Cibeles a Barcelona.
- 2003 Finos Reggae Festival a Bellpuig.
- 2003 Barraques de Banyoles.

## Discografia

### Àlbums
- Ska With Laurel (1965, Rio)
- High Priest of Reggae (1969, Nu-Beat)
- Scandal In A Brixton Market (1969, PAMA/Economy)
- Laurel Aitken Meets Floyd Lloyd and the Potato Five  (1987, Gaz's) (with The Potato 5)
- Early Days of Blue Beat, Ska and Reggae (1988, Bold Reprive)
- True Fact (1988, Rackit) (with The Potato 5)
- Ringo The Gringo (1989, Unicorn)
- It's Too Late (1989, Unicorn)
- Rise and Fall (1989, Unicorn)
- Sally Brown (1989, Unicorn)
- Rasta Man Power (1992, ROIR)
- The Blue Beat Years (1996, Moon Ska)
- Rocksteady Party (1996, Blue Moon) (with The Potato 5)
- The Story So Far (1999, Grover)
- Woppi King (1997, Trybute)
- The Pama Years (1999, Grover)
- The Long Hot Summer (1999, Grover) (Laurel Aitken and The Skatalites)
- Clash of The Ska Titans (1999, Moon Ska) (Laurel Aitken versus The Skatalites)
- Pioneer of Jamaican Music (2000, Reggae Retro)
- Godfather of Ska (2000, Grover)
- Jamboree (2001, Grover)
- Rudi Got Married (2004, Grover)
- En Español (2004, Liquidator)
- Live at Club Ska (2004, Trojan)
- The Pioneer of Jamaican Music (2005, Reggae Retro)
- Super Star (2005, Liquidator)
- The Very Last Concert (2007, Soulove) (CD + DVD)

### Singles
| - "Nebuchnezer/Sweet Chariot" (1958, Kalypso) - Low Down Dirty Girl" (1959, Duke Reid) - "Drinkin' Whiskey" (1959) - "Boogie Rock" (1960, Blue Beat) - "Jeannie Is Back" (1960, Blue Beat) - "Judgement Day" (1960, Blue Beat) - "Railroad Track" (1960, Blue Beat) - "More Whisky" (1960, Blue Beat) - "Aitken's Boogie" (1960, Kalypso) - "Baba Kill Me Goat" (1960, Kalypso) - "Boogie In My Bones" (1960, Starlite) - "Honey Girl" (1960, Starlite) - "Hey Bar Tender" (1961, Blue Beat) - "Bouncing Woman" (1961, Blue Beat) - "Mighty Redeemer" (1961, Blue Beat) - "Mary Lee" (1961, Melodisc) - "Love Me Baby" (1961, Starlite) - "Brother David" (1962, Blue Beat) - "Lucille" (1962, Blue Beat) - "Sixty Days & Sixty Nights" (1962, Blue Beat) - "Jenny Jenny" (1962, Blue Beat) - "Mabel" (1962, Dice) - "Lion of Judah" (1963, Black Swan) - "The Saint" (1963, Black Swan) - "Zion City" (1963, Blue Beat) - "Little Girl" (1963, Blue Beat) - "Oh Jean" (1963, Dice) - "Sweet Jamaica" (1963, Dice) - "Low Down Dirty Girl" (1963, Duke) - "I Shall Remove" (1963, Island) - "What a Weeping" (1963, Island) - "In My Soul" (1963, Island) - "Adam & Eve" (1963, Rio) - "Mary" (1963, Rio) - "Bad Minded Woman" (1963, Rio) - "Devil or Angel" (1963, Rio) - "Freedom Train" (1963, Rio) - "This Great Day" (1964, Blue Beat) - "West Indian Cricket Test" (1964, JNAC) - "Pick Up Your Bundle" (1964, R&B) - "Yes Indeed" (1964, R&B) - "Bachelor Life" (1964, R&B) - "Leave Me Standing" (1964, Rio) - "John Saw Them Coming" (1964, Rio) - "Rock of Ages" (1964, Rio) - "Jamaica" (1965, Dice) - "We Shall Overcome" (1965, Dice) - "Mary Don't You Weep" (1965, Rio) - "Mary Lou" (1965, Rio) - "One More Time" (1965, Rio) - "Let's Be Lovers" (1965, Rio) - "Clementine" (1966, Blue Beat) - "Don't Break Your Promises" (1966, Rainbow) - "Voodoo Woman" (1966, Rainbow) - "How Can I Forget You" (1966, Rio) - "Baby Don't Do It" (1966, Rio) - "We Shall Overcome" (1966, Rio) - "Clap Your Hands" (1966, Rio) | - "Jumbie Jamboree" (1966, Ska-Beat) - "Propaganda" (1966, Ska-Beat) - "Green Banana" (1966, Ska-Beat) - "Rock Steady" (1967, Columbia Blue Beat) - "I'm Still In Love With You Girl" (1967, Columbia Blue Beat) - "Never Hurt You" (1967, Fab) - "Sweet Precious Love" (1967, Rainbow) - "Mr. Lee" (1968, Dr. Bird) - "La La La (Means I Love You)" (1968, Dr. Bird) - "For Sentimental Reasons" (1968, Fab) - "Fire In Your Wire" (1969, Dr. Bird) - "Rice & Peas" (1969, Dr. Bird) - "Reggae Prayer" (1969, Dr. Bird) - "The Rise & Fall Of Laurel Aitken" (1969, Dr. Bird) - "Haile Haile" (1969, Dr. Bird) - "Carolina" (1969, Dr. Bird) - "Think Me No Know" (1969, Junior) - "Woppi King" (1969, Nu-Beat) - "Suffering Still" (1969, Nu-Beat) - "Haile Selassie" (1969, Nu-Beat) - "Lawd Doctor" (1969, Nu-Beat) - "Run Powell Run" (1969, Nu-Beat) - "Save The Last Dance" (1969, Nu-Beat) - "Don't Be Cruel" (1969, Nu-Beat) - "Shoo Be Doo" (1969, Nu-Beat) - "Landlords & Tenants" (1969, Nu-Beat) - "Jesse James" (1969, Nu-Beat) - "Pussy Price Gone Up" (1969, Nu-Beat) - "Skinhead Train" (1969, Nu-Beat) - "Donkey Man" (1969, Unity) - "Pussy Got Thirteen Life" (1970, Ackee) - "Sin Pon You" (1970, Ackee) - "Moon Rock" (1970, Bamboo) - "Skinhead Invasion" (1970, Nu-Beat) - "I've Got Your Love" (1970, Nu-Beat) - "Scandal In Brixton Market" (1970, Nu-Beat) - "Nobody But Me" (1970, Nu-Beat) - "I'll Never Love Any Girl" (1970, Nu-Beat) - "Reggae Popcorn" (1970, Nu-Beat) - "Baby I Need Your Loving" (1970, Nu-Beat) - "Sex Machine" (1970, Nu-Beat) - "Pachanga" (1970, Nu-Beat) - "Mary's Boy Child" (1970, Pama) - "Why Can't I Touch You" (1970, Pama Supreme) - "Dancing With My Baby" (1971, Big Shot) - "If It's Hell Below" (1971, Black Swan) - "True Love" (1971, Nu-Beat) - "I Can't Stop Loving You" (1971, Nu-Beat) - "It's Too Late" (1971, Trojan) - "Take Me In Your Arms" (1972, Big Shot) - "Africa Arise" (1972, Camel) - "Reggae Popcorn" (1972, Pama) - "Fattie Bum Bum" (1975, Punch) - "Rudi Got Married" (1980, I Spy) UK # 60 - "Big Fat Man" (1980, I Spy) - "Mad About You" (1986, Gaz's) - "Everybody Ska" (1989, Unicorn) - "Skinhead" (1999, Grover) |

### Vídeos/DVDs
- Live at Gaz's Rockin' Blues (1989, Unicorn) (VHS)
- Laurel Aitken And Friends - Live At Club Ska (2005, Cherry Red) (DVD)